# Élections législatives de 2024 à Montserrat
Les élections législatives de 2024 à Montserrat ont lieu le 24 octobre 2024 afin d'élire 9 des 11 députés de l'Assemblée législative de Montserrat, un territoire britannique d'outre-mer.
Le scrutin conduit à une alternance. L'Alliance unie, nouveau parti de l’ancien Premier ministre Reuben Meade, remporte la majorité absolue des sièges élus à l'assemblée. Le Mouvement pour le changement et la prospérité au pouvoir s'effondre en ne conservant qu'un seul élu. Reuben Meade succède à Easton Taylor-Farrell au poste de Premier ministre.

## Contexte

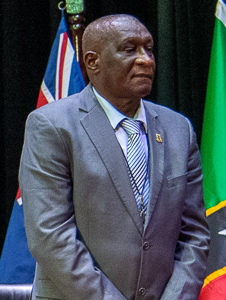
Le Premier ministre sortant Easton Taylor-Farrell.

Les élections législatives de 2019 donnent lieu à une victoire du Mouvement pour le changement et la prospérité (MCAP) qui remporte une majorité absolue de cinq sièges à l'Assemblée législative et provoque une alternance face au Mouvement démocratique populaire (PDM). Ce résultat permet à Easton Taylor-Farrell de remplacer Donaldson Romeo à la fonction de Premier ministre, ce dernier ayant quitté le PDM et réussi à se faire élire en tant que candidat indépendant.
Le 25 janvier 2024, Reuben Meade, ancien Premier ministre à deux reprises, annonce son retour en politique après s'en être initialement retiré après les élections législatives de 2016. Il crée son propre parti politique, l'Alliance unie (UA) afin de concourir aux législatives prévues au cours de l'année 2024. Le 22 août 2024, la gouverneure de l'île Sarah Tucker annonce, après consultation du Premier ministre Easton Taylor-Farrell, la tenue des élections législatives pour le 24 octobre. Le 2 septembre, Donaldson Romeo annonce la fusion de son parti formé en 2024, le Mouvement national progressiste (NPM), avec le PDM, marquant ainsi son retour au sein de sa formation politique d'origine.

## Système électoral
L'Assemblée législative est composée d'un total de onze membres, dont neuf élus au scrutin direct pour cinq ans et deux membres dits ex officio. Les membres élus le sont au scrutin majoritaire plurinominal dans une unique circonscription électorale, les électeurs disposant d'autant de voix que de sièges à pourvoir. Le procureur général ainsi que le secrétaire des finances sont quant à eux membres de droit.

## Campagne
Un total de 34 candidats sont en lice pour les neufs sièges à pourvoir, soit un de moins que le record de 2019. Le Mouvement pour le changement et la prospérité, le Mouvement démocratique populaire et l'Alliance unie présentent autant de candidats que de sièges à pourvoir. La parti Progression positive pour le peuple ne présente qu'une seule candidature. Enfin, les six restants se présentent en indépendant.
La liste de l'Alliance unie n'est initialement composée que de huit candidats après le refus du directeur du scrutin de valider la candidature de George Kirnon, ce dernier n'ayant passé que 94 jours de résidence sur l'île ses cinq dernières années au lieu d'une année comme l'exige la loi. Cependant le 21 octobre 2024, la Haute Cour de Montserrat donne raison à George Kirnon qui peut réintégrer la course électorale,.

## Résultats
Chaque électeur étant doté d'autant de voix que de sièges à pourvoir, le total des voix est largement supérieur au nombre de votants.
|                           |                                                      |                    |                    |                    |        |               |  |
| Parti                     | Parti                                                | Voix               | %                  | +/-                | Sièges | +/-           |  |
|                           | Alliance unie (UA)                                   | 7 676              | 38,72              | Nv                 | 5      | 5             |  |
|                           | Mouvement démocratique populaire (PDM)               | 5 739              | 28,95              | 0,97               | 3      | en stagnation |  |
|                           | Mouvement pour le changement et la prospérité (MCAP) | 5 487              | 27,67              | 14,99              | 1      | 4             |  |
|                           | Progression positive pour le peuple (PPP)            | 37                 | 0,19               | Nv                 | 0      | en stagnation |  |
|                           | Indépendants                                         | 887                | 4,47               | 2,19               | 0      | 1             |  |
|                           | Membres ex officio                                   | Membres ex officio | Membres ex officio | Membres ex officio | 2      | en stagnation |  |
| Total des voix            | Total des voix                                       | 19 826             | 100                |                    |        |               |  |
|                           |                                                      |                    |                    |                    |        |               |  |
| Votes valides             | Votes valides                                        | 2 295              | 98,16              |                    |        |               |  |
| Votes blancs et invalides | Votes blancs et invalides                            | 43                 | 1,84               |                    |        |               |  |
| Total                     | Total                                                | 2 338              | 100                | –                  | 11     | en stagnation |  |
| Abstentions               | Abstentions                                          | 1 130              | 32,58              |                    |        |               |  |
| Inscrits / participation  | Inscrits / participation                             | 3 468              | 67,42              |                    |        |               |  |

## Analyse et conséquences
Les résultats du scrutin donne lieu à une alternance. L'Alliance unie (UA), fondée au début de l'année 2024 par l'ancien Premier ministre Reuben Meade, remporte le scrutin avec une majorité absolue de cinq sièges sur les neufs à pourvoir. Arrivé en deuxième place, le Mouvement démocratique populaire (PDM) reste dans l'opposition en conservant ses trois sièges.
Le Mouvement pour le changement et la prospérité (MCAP) subit un très fort recul en ne conservant qu'un seul élu, le Premier ministre Easton Taylor-Farrell échouant lui même à se faire réélire. C'est la septième fois consécutive depuis 1996 qu'un gouvernement sortant n'est pas reconduit pour un deuxième mandat.
Le 25 octobre 2024, Reuben Meade prête serment devant la gouverneure de Montserrat Sarah Tucker en tant que nouveau Premier ministre. Il succède à Easton Taylor-Farrell et retrouve l'exécutif de l'île après l'avoir occupé à deux reprises, de 2009 à 2014 et de 1991 à 1996.